# Odense Bulldogs
Odense Bulldogs je hokejový klub z Odense, který hraje Dánskou hokejovou ligu v Dánsku.
Klub byl založen roku 1978. Jejich domovským stadionem je Stiften Stadium s kapacitou 3280 lidí.